# Fontaine-les-Coteaux
Fontaine-les-Coteaux är en kommun i departementet Loir-et-Cher i regionen Centre-Val de Loire i de centrala delarna av Frankrike. Kommunen ligger i kantonen Savigny-sur-Braye som tillhör arrondissementet Vendôme. År 2022 hade Fontaine-les-Coteaux 326 invånare.

## Befolkningsutveckling
Antalet invånare i kommunen Fontaine-les-Coteaux
| Referens: INSEE |